# 몽플뢰리구

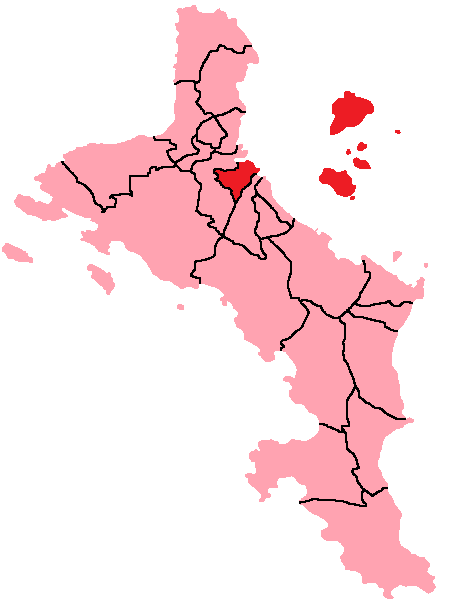
몽플뢰리구의 위치

몽플뢰리구(프랑스어: Mont Fleuri)는 세이셸을 구성하는 25개 구 가운데 하나로 마에섬에 위치한다. 면적은 6.1km2, 인구는 3,611명(2002년 기준)이다.